# Bocana oberratalis
Bocana oberratalis là một loài bướm đêm trong họ Noctuidae.